# 華勝天成
北京華勝天成科技股份有限公司，簡稱北京華勝天成科技股份、北京華勝天成科技、北京華勝天成、華勝天成，以及華勝天成科技股份（英語：Beijing Teamsun Technology Co., Ltd.，上交所：600410），在1998年由胡聯奎（現任董事長）、王維航（現任總裁）等有關人士組成。
主要業務方向涉及云计算、移动互联网、物联网、信息安全等领域，业务领域涵盖IT产品化服务、应用软件开发、系统集成及增值分销等多种IT服务业务，而股份在2004年4月27日於上海證券交易所主板上市，旗下香港上市公司自動系統集團有限公司佔65.4%股權，是在2009年5月8日收購開始。
總部位於北京市海淀区学清路8号科技财富中心A座10-11层。

## 連結
- Teamsun.com.cn （页面存档备份，存于）